# Wentorf bei Hamburg

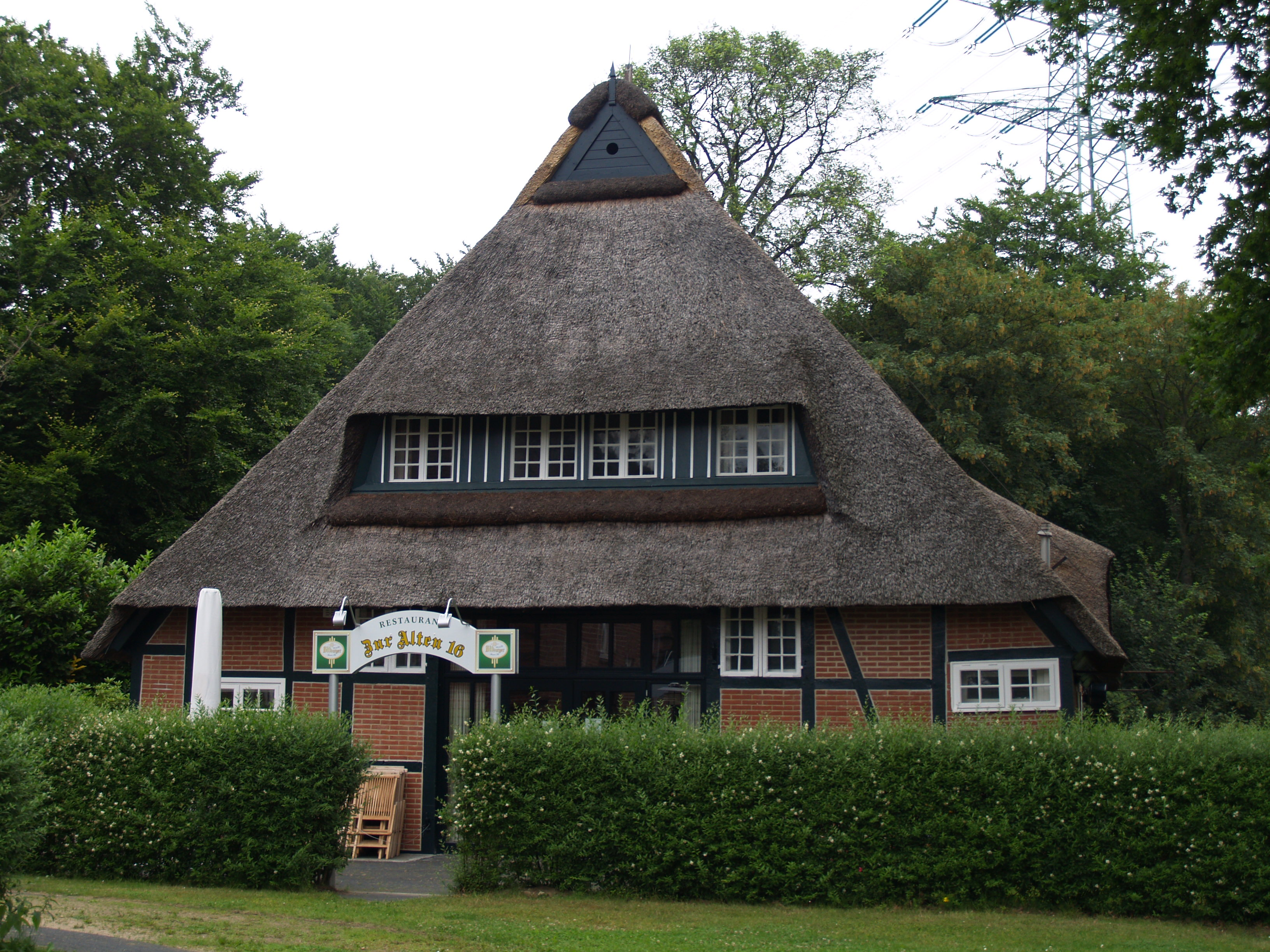
Wentorf, „Alte 16“

Wentorf bei Hamburg ist eine Gemeinde im Kreis Herzogtum Lauenburg im Süden Schleswig-Holsteins.

## Geographie
Die Gemeinde Wentorf bei Hamburg liegt mit ihrer Gemarkung im südwestlichen Teil des Kreises Herzogtum Lauenburg. Die Gemarkung liegt im Bereich der naturräumlichen Haupteinheit Hamburger Ring (Nr. 695). Sie grenzt im Süden und Westen an Hamburg, im Norden an die jenseits der Bille gelegene, zum Kreis Stormarn gehörende Stadt Reinbek und im Osten an die Gemeinden Wohltorf und Börnsen. Das Gemeindegebiet umfasst 686,6 ha. Bei Wentorf entspringt die Schulenbrooksbek.

## Geschichte
Der Ort wurde erstmals im Jahr 1217 unter dem Namen Wenetdorp urkundlich erwähnt. Die Bedeutung des Namens liegt auf der Hand: „Wendendorf“ war ein von Slawen bewohntes Dorf. Im Laufe seiner wechselvollen Geschichte hat sich Wentorf grundlegend gewandelt. Zusammenhänge zwischen ferner Vergangenheit und Gegenwart sind nur noch vereinzelt zu erkennen.
Im Mittelalter gehörte Wentorf zum Kloster Reinbek, nach der Reformation zum herrschaftlichen Amt Schwarzenbek. Nach den Verwaltungsreformen von 1889 setzte eine Strukturänderung in dem alten Bauerndorf ein. In der Nähe der Bille und des Bahnhofs entstand ein Villenviertel. In anderen Ortsteilen siedelten sich Handwerker und Arbeiter an. Bis zum Jahr 1910 hatte sich das Dorf Wentorf mit seiner landschaftlich schönen Lage zu einem Vorort von Hamburg mit 1200 Einwohnern entwickelt. Seit Mitte des 19. Jahrhunderts war der Ort durch Eisenbahn und Landstraße mit der Großstadt Hamburg verbunden. Dadurch war Wentorf an das Wirtschafts- und Handelszentrum Hamburg herangerückt und erhielt ganz andere Entfaltungsmöglichkeiten als die meisten ihren ländlichen Charakter wahrenden Nachbargemeinden.
Kurz vor Beginn des Zweiten Weltkrieges wurden in Wentorf Kasernen errichtet, die über 3000 Soldaten beherbergten. Nach 1945 wurde die Anlage für „Displaced persons“ und von 1952 bis 1960 als Durchgangslager für Flüchtlinge aus der DDR genutzt.
Von 1960 bis Mitte der 1990er Jahre war Wentorf Bundeswehr-Standort. In der Bose-Bergmann-Kaserne und der Bismarck-Kaserne war ein Großteil der Panzergrenadierbrigade 16 stationiert.
Um die Jahrtausendwende wurden die Kasernen bis auf wenige repräsentative Gebäude am ehemaligen Eingang abgerissen und das gesamte Gebiet als Neubauzentrum „Wentorf Süd“ klassifiziert. Die Bebauung der ehemaligen Kasernengelände sowie die Einrichtung weiterer Neubaugebiete am östlichen Rand der Gemeinde ist auch verantwortlich für den starken Bevölkerungsanstieg von um etwa 7000 Einwohner in den 1990er Jahren.

## Religion
In Wentorf gibt es eine evangelisch-lutherische Kirchengemeinde, 1952 wurde die Martin-Luther-Kirche errichtet und 1953 eingeweiht, drei Jahre später folgte der Bau des Glockenturms. Die Architekten Ursula und Klaus Löwe gestalteten die Kirchenräume 1976 neu. Zwischen 1992 und 1994 wurde unter der Leitung von Frederike Werner das Relief mit der Aufschrift „Solange die Erde besteht“ erstellt. 2008 wurden Buntglasfenster nach einem Entwurf von Albert Utsch in einer feierlichen Übergabe eingebaut.
Die katholische Gemeinde Wentorfs gehörte seit dem Zusammenschluss der katholischen Kirchengemeinden aus Reinbek, Glinde und Trittau am 1. Januar 2006 der Gemeinde „Seliger Niels Stensen“ an, deren Hauptkirche die Herz-Jesu-Kirche in Reinbek ist. Im Mai 2019 wurde diese wiederum Bestandteil der neu gegründeten Pfarrei Heilige Elisabeth im Pastoralen Raum Bille-Elbe-Sachsenwald. Im Rahmen dieser Neuorganisation wurde der katholischen Gemeinde Wentorfs der Name „Heilig Geist“ verliehen.

## Politik
Die Gemeinde erfüllt für ihren Verflechtungs- bzw. Nahbereich übergemeindliche Aufgaben, und zwar neben der Abwasserbeseitigung insbesondere im Bereich der Bildung (Grundschule, Gemeinschaftsschule, Gymnasium, mehrere Kindertagesstätten), aber auch auf den Gebieten Sport, Kultur, Umweltschutz. Die Bauleitplanung der Gemeinde ist auf ein weiteres kontinuierliches Anwachsen der Einwohnerzahl bis zu höchstens 14.000 Einwohnern ausgerichtet.

### Gemeindevertretung
- CDU: 10
- Grüne: 7
- SPD: 4
- FDP: 2
- WZW: 4

Die Gemeindevertretung ist die kommunale Volksvertretung der Gemeinde Wentorf bei Hamburg. Über die Zusammensetzung entscheiden die Bürger alle fünf Jahre. Die letzte Kommunalwahl fand am 14. Mai 2023 statt. Diese führte bei einer Wahlbeteiligung von 45,9 % zu nebenstehender Zusammensetzung der Gemeindevertretung.
Bürgervorsteher war Andreas Hein (1954–2019) CDU.

### Wappen
Blasonierung: „In Gold ein sechsspeichiges schwarzes Wagenrad unter einem grünen Rautenkranz im Schildhaupt.“
Die Wappenfarben Gold, Schwarz und Grün wurden den Farben der Askanier, der Herzöge von Sachsen-Lauenburg, entnommen, die die Geschichte der Gemeinde Wentorf bei Hamburg fünf Jahrhunderte hindurch bestimmten.
Das Wagenrad kennzeichnet die Bedeutung, die diese Erfindung für die wirtschaftliche Entwicklung Wentorfs besaß und besitzt. Es erinnert an die Spanndienste, die der Hufner seinem Herrn jahrhundertelang zu leisten hatte, an die Holzwirtschaft der Bauern und den Handels- und Transitverkehr auf der ehemaligen Frachtstraße zwischen Lübeck und Hamburg, der heutigen Bundesstraße 207.
Der grüne Rautenkranz im Schildhaupt über dem Wagenrad stellt den Bezug zur Geschichte Wentorfs her und legt die Eindeutigkeit des Rades als Sinnbild der Gemeinde fest.
Der grüne Rautenkranz ist ebenfalls aus dem Wappen der askanischen Vorfahren überliefert. Die Herzöge von Sachsen-Lauenburg sahen ihn als Sinnbild des Wohlergehens ihres Landes - und damit ihrer Landsleute - an.

## Sehenswürdigkeiten
In der Liste der Kulturdenkmale in Wentorf bei Hamburg stehen die in der Denkmalliste des Landes Schleswig-Holstein eingetragenen Kulturdenkmale.
Der ehemalige Standortübungsplatz Wentorfer Lohe dient heute als Naherholungsgebiet.

## Wirtschaft
Heute ist Wentorf zentraler Ort (Stadtrandkern 2. Ordnung) mit über 12.500 Einwohnern. Unter den erwerbstätigen Einwohnern befinden sich viele Berufspendler, die vorwiegend in Hamburg arbeiten.
Die Wirtschaft ist überwiegend von Kleingewerbe und Handwerk geprägt, zudem befindet sich auch die Europazentrale von Sanrio in Wentorf. Das drittgrößte Vergleichsportal Deutschlands, Tarifcheck24, wurde hier gegründet und ist seitdem in Wentorf ansässig.

### Bildungswesen
In Wentorf gibt es eine Grundschule, eine Gemeinschaftsschule sowie ein Gymnasium. Die Gemeinschaftsschule Wentorf ist ein Zusammenschluss aus der Fritz-Specht-Schule (Hauptschule) und der Realschule. Die Zusammenlegung fand im Schuljahr 2010/2011, zunächst als Regionalschule, statt. Ein zusätzliches Angebot der Gemeinschaftsschule ist die Offene Ganztagsschule.
In Wentorf gab es bis zum Jahr 2014 außerdem in der Golfstraße das Landesförderzentrum Sprache (ehemals Staatliche Internatsschule für Sprachbehinderte), bevor dieses nach Schleswig zum Landesförderzentrum Hören verlegt wurde. Aktuell ist auf diesem Gelände das Woods Art Institute von Rik Reinking eingerichtet. Das Gelände beheimatet die Sammlung Reinking und wird für Ausstellungen und kulturelle Veranstaltungen genutzt.
Wentorf hat acht Kindergärten. Die Gemeindebücherei hält etwa 19.000 Bände vorrätig, die schwerpunktmäßig Kinder bis 12 Jahren ansprechen sollen.

### Verkehr
Wentorf liegt wie Hamburg und die Umlandgemeinden innerhalb des ÖPNV-Verkehrsgebietes des Hamburger Verkehrsverbundes (HVV). Die hier verkehrenden Buslinien werden durch die Verkehrsbetriebe Hamburg-Holstein (VHH) und die Autokraft betrieben.
Die VHH-Buslinie 235 erschließt mit zahlreichen Haltestellen Wentorf vom Regional- und S-Bahnhof Hamburg-Bergedorf aus, montags bis freitags in den Hauptverkehrszeiten und nachmittags durch die Linie 335 verstärkt zu einem 10-Minuten-Takt. Die Linie 235 bindet Wentorf auch an den nördlich liegenden S-Bahnhof Reinbek der S-Bahn-Linie S2 an. Dieser wird auch von der VHH-Buslinie 237 bedient, die auf ihrem Weg von Willinghusen über Glinde und Reinbek werktags nach Wentorf führt und montags bis freitags tagsüber stündlich über Wohltorf zum S-Bahnhof Aumühle weiterführt. Hier gibt es an Schultagen auch Einzelfahrten mit der Linie 735.
Außerdem hat Wentorf Anschluss an die Regionalbuslinie 8810 der Autokraft, die montags bis freitags durch die ebenfalls stündlich verkehrende Expressbuslinie X81 mit weniger bedienten Haltestellen ergänzt wird. Diese verbinden innerhalb des HVV, von Bergedorf kommend, den Ort mit den Nachbarortschaften Neu-Börnsen, Dassendorf, Schwarzenbek und endet schließlich im Möllner ZOB.
Wentorf wird von der Bundesstraße 207 durchquert, die nach Hamburg-Bergedorf in die eine bzw. nach Mölln und Ratzeburg in die andere Richtung führt.

## Persönlichkeiten
- Carl von Tiedemann (1878–1979), Generalleutnant, wohnte von 1951 bis zu seinem Tod 1979 in einer Wohnung am Hochweg.[11]
- Fritz Specht (1891–1975), niederdeutscher Schriftsteller
- Rolf Stödter (1909–1993), Jurist und Reeder
- Helga Stödter (1922–2011), Juristin und Frauenrechtlerin
- Christian Bruhn (* 1934), Komponist, Arrangeur und Textdichter[12]
- Rolf Niese (* 1943), deutscher Politiker
- Volker Schirrmacher (* 1943), Krebsforscher und Immunologe[13]
- Carlo von Tiedemann, deutscher Radio- und Fernsehmoderator; wuchs ab 1951 am Hochweg in Wentorf auf (s. o. Carl von Tiedemann)[11]
- Achim Reichel (* 1944), Musiker, Komponist und Produzent[14]
- Andreas Obersteller (1953–2023), Ministerialbeamter
- Roger Willemsen (1955–2016), Publizist und Fernsehmoderator[15]
- Heike Götz (* 1964), Fernsehmoderatorin, lebt in Wentorf.
- Ike Moriz (* 1972), südafrikanischer Popstar, Sänger, Komponist und Schauspieler[16]
- Carina Witthöft (* 1995), deutsche Tennisspielerin[17]